# SK Hohenems
| SK Hohenems             |                                          |
| Gegründet:              | 12. Juni 1926                            |
| Obmann:                 | Ingo Lais                                |
| Vereinslokal:           | Graf-Maximilian-Straße 18, 6845 Hohenems |
| Homepage:               | www.skhohenems.at                        |
| Stand: 13. Februar 2024 |                                          |

Der SK Hohenems, in Langform Schachklub Hohenems, ist ein 1926 gegründeter Schachverein in der Stadtgemeinde Hohenems in Vorarlberg. Der Verein gehörte von der Saison 1995/96 bis Saison 2022/23 der höchsten Spielklasse an. Auf der Erfolgskarte steht der Gewinn des Meistertitels in der österreichischen Schachbundesliga in den Saisons 2003/04 und 2013/14.

## Geschichte
Der SK Hohenems wurde am 12. Juni 1926 gegründet. Erster Obmann wurde Otto Monz. 1927 erfolgte unter dem neuen Obmann Martin Vogel der Beitritt zum Vorarlberger Schachverband; der Gasthof Habsburg wurde zum Klublokal und sollte dies auch bis 1992 bleiben.
1936 übernimmt der SK Hohenems auch die Führung des Vorarlberger Schachverbandes. Da in den 1930er Jahren jüdischen Spielern der Zutritt zum Verein gewährt wurde, untersagten die Nazis im März 1938 den Spielbetrieb. Im Mai 1938 wurde die Blockade zwar wieder aufgehoben, doch kam der Spielbetrieb nach und nach zum Erliegen. In der Folge trat Wilhelm Waibel als Obmann des SK Hohenems und als Präsident des Vorarlberger Schachverbandes zurück.
1942 erfolgte die Auflösung des SK Hohenems. Bereits kurz nach dem Ende des Zweiten Weltkriegs gibt es Bestrebungen den Spielbetrieb wieder aufzunehmen, doch wurde seitens der französischen Besatzer der Vereinsbetrieb vorerst untersagt. Deshalb dauerte es bis 1947, ehe es zur Neugründung des Vereins kam.
Den ersten Vorarlberger Landesmeistertitel gewann der SK Hohenems 1953. Ab 1962 begann der Verein die Jugend gezielt zu fördern. 1973 sind 80 Schüler beim Verein registriert und 1978 wird Schach als Freigegenstand in Schulen in Schulen eingeführt.
Ende der 1980er Jahre entwickelte sich der SK Hohenems zum führenden Verein in Vorarlberg. 1994 holte sich der SK Hohenems erstmals den Meistertitel in der Staatsliga B West, scheiterte aber in der Qualifikation zur Staatsliga A.

### Aufstieg in die Staatsliga A
in der Saison 1994/95 holte sich der SK Hohenems abermals den Meistertitel in der Staatsliga B West und qualifizierte sich neuerlich für das Aufstiegsturnier. Mit Siegen gegen den Schachclub Donaustadt (4:2) und ESV Austria Graz (4:2) bei einer Niederlage gegen die SG Stein/Steyr (2,5:3,5) sicherte sich der SK Hohenems den ersten Platz und den Aufstieg in die Staatsliga A. IM Valery Atlas (2,0 Punkte / 3 Spiele), IM Georg Danner (2,0/3), IM Vladimir Kostić (2,5/3), Heinz Grabher (2,0/3), FM Guntram Gärtner (1,5/3) und MK Kurt Hagen (0,5/3) waren für den SK Hohenems im Einsatz.
Obwohl, sieht man vom deutschen Großmeister Jörg Hickl und vom Liechtensteiner Valery Atlas ab, überwiegend mit österreichischen Akteuren gespielt wurde, schaffte der SK Hohenems in den Folgejahren souverän den Klassenerhalt. In der Saison 1997/98 und der Saison 2000/01 wurden mit dem Gewinn des Vizestaatsmeistertitels absolute Spitzenplatzierungen erreicht.
Parallel zur Bundesligamannschaft baute der SK Hohenems ein zweites Team auf, in dem auch Nachwuchsspieler zum Einsatz kamen. Die zweite Mannschaft konnte sich 1997 für die Staatsliga B qualifizieren und in dieser erfolgreich behaupten.

### Meistertitel für den SK Hohenems
In der Saison 2003/04, die übrigens die erste nach Einführung der österreichischen Schachbundesliga war, erreichte der SK Hohenems seinen vorläufigen Höhepunkt in der Vereinsgeschichte. Die erste Mannschaft sicherte sich mit acht Siegen und drei Remis ungeschlagen der österreichischen Meistertitel.
Die zweite Mannschaft legte in der Saison 2004/05 in der 2. Bundesliga West nach und holte sich den Meistertitel. Der Kader setzte sich wie folgt zusammen: IM Arik Braun (Deutschland; 5,0 Punkte / 8 Spiele), GM Michael Bezold (Deutschland; 6,0/8), IM Guntram Gärtner (Österreich; 2,0/5), MK Heinz Grabher (Österreich; 5,5/11), MK Günter Amann (Österreich; 1,5/2), FM Fred Feistenauer (Österreich; 3,5/8), FM Dimitry Atlas (Liechtenstein; 7,5/11), Rene Levy (Frankreich; 0,5/1), Matthias Burschowsky (Österreich; 3,0/4), Christof Tschohl (Österreich; 1,0/4) und Robert Sandholzer (Österreich; 2,5/4).

### Saison 2012/13
Mittlerweile bestreitet der SK Hohenems ohne Unterbrechung seine 18. Saison in der höchsten Spielklasse. Der Verein zählt damit zu den „Evergreens“ der österreichischen Bundesliga. Lediglich der österreichische Rekordmeister SK Merkur Graz und der SC Die Klagenfurter mit je 25 Spieljahren sowie der WSV-ATSV Ranshofen und der SK Hietzing Wien mit jeweils 19 Teilnahmen in Folge haben eine bessere Bilanz aufzuweisen, ebenfalls 18 Jahre in Folge erstklassig war der SK VÖEST Linz. In der Bundesliga steht der SK Hohenems mit seiner Teilnahme in sämtlichen Spieljahren überhaupt einzigartig da. Dazu kommt, dass der SK Hohenems seit 1997 ohne Unterbrechung mit einer zweiten Mannschaft an der zweithöchsten Liga teilnimmt. Ergänzt wird diese Bilanz durch 16 Vorarlberger Landesmeistertitel und 19 Siege im Vorarlberger Landescup.
Hauptgrund für diese Erfolge ist die vorbildliche Jugendarbeit des Vereins, welche auch durch die Vorarlberger Schacholympiade dokumentiert wird. Diese Veranstaltung für Kinder und Jugendliche wurde im Jahr 2013 zum bereits 25. Mal durchgeführt und weist mit durchschnittlich mehr als einhundert Teilnehmern eine Rekordbeteiligung auf.

### Liste der Vereinsobmänner
| 1926–1927 | Otto Monz          |
| 1927–1933 | Martin Vogel       |
| 1933–1938 | Wilhelm Waibel     |
| 1938–1947 | Martin Vogel       |
| 1947–1948 | Albert Jäger       |
| 1948–1953 | Hans Leopold       |
| 1953–1955 | Wilhelm Waibel     |
| 1955–1956 | Wilhelm Huchler    |
| 1956–1969 | Rainer Amann       |
| 1969–1986 | Georg Mathis       |
| 1986–1993 | Reinhard Kuntner   |
| 1993–1995 | Johannes Greissing |
| 1995–2006 | Ingo Lais          |
| 2006–2021 | Reinhard Kuntner   |
| seit 2021 | Ingo Lais          |

## Eingesetzte Spieler in der höchsten Liga
Diese Tabelle listet alle in der Schach-Bundesliga eingesetzten Spieler des SK Hohenems samt deren Abschneiden auf. Spieler, die zwar auf der Kaderliste standen, jedoch nicht zum Einsatz kamen, sind in dieser Liste nicht enthalten.
| Legende: | P  | = Punkte       | SP  | = Spiele                  |
|          | GM | = Großmeister  | IM  | = Internationaler Meister |
|          | FM | = FIDE-Meister | WGM | = Großmeister der Frauen  |

### Staatsliga
Diese Tabelle listet alle in der Schach-Staatsliga eingesetzten Spieler des SK Hohenems samt deren Abschneiden auf. Spieler, die zwar auf der Kaderliste standen, jedoch nicht zum Einsatz kamen, sind in dieser Liste nicht enthalten.
| Titel | Spieler              | Nationalität  | 1995/96 4. Platz | 1995/96 4. Platz | 1996/97 9. Platz | 1996/97 9. Platz | 1997/98 2. Platz | 1997/98 2. Platz | 1998/99 3. Platz | 1998/99 3. Platz | 1999/00 7. Platz | 1999/00 7. Platz | 2000/01 2. Platz | 2000/01 2. Platz | 2001/02 3. Platz | 2001/02 3. Platz | 2002/03 9. Platz | 2002/03 9. Platz |
| Titel | Spieler              | Nationalität  | P                | SP               | P                | SP               | P                | SP               | P                | SP               | P                | SP               | P                | SP               | P                | SP               | P                | SP               |
|       | Günter Amann         | Österreich    | –                | –                | –                | –                | –                | –                | –                | –                | 1,5              | 4                | –                | –                | 2,5              | 3                | 1,5              | 2                |
| FM    | Johannes Arnold      | Deutschland   | –                | –                | –                | –                | –                | –                | –                | –                | 0,0              | 3                | 1,5              | 2                | –                | –                | –                | –                |
| IM    | Valery Atlas         | Liechtenstein | 5,0              | 10               | 4,0              | 11               | 7,5              | 11               | 5,0              | 11               | 4,0              | 9                | 6,5              | 11               | 4,5              | 11               | 4,5              | 11               |
| GM    | Michael Bezold       | Deutschland   | –                | –                | –                | –                | –                | –                | –                | –                | 6,0              | 8                | 2,5              | 5                | 1,0              | 3                | –                | –                |
|       | Matthias Burschowsky | Österreich    | –                | –                | –                | –                | –                | –                | –                | –                | –                | –                | –                | –                | –                | –                | 0,0              | 1                |
| FM    | Fred Feistenauer     | Österreich    | –                | –                | 5,0              | 10               | 2,5              | 8                | 3,0              | 8                | 3,5              | 11               | –                | –                | –                | –                | –                | –                |
| IM    | Guntram Gärtner      | Österreich    | 7,0              | 11               | 4,0              | 11               | 6,0              | 10               | 7,5              | 11               | 3,5              | 7                | 4,5              | 9                | 5,5              | 11               | 6,0              | 11               |
| GM    | Boris Gelfand        | Weißrussland  | 1,0              | 1                | –                | –                | –                | –                | –                | –                | –                | –                | –                | –                | –                | –                | –                | –                |
|       | Heinz Grabher        | Österreich    | 5,0              | 11               | 3,0              | 9                | 4,5              | 7                | 3,5              | 10               | –                | –                | –                | –                | –                | –                | 1,5              | 4                |
| IM    | Jan Gustafsson       | Deutschland   | –                | –                | –                | –                | –                | –                | –                | –                | –                | –                | 5,0              | 6                | 3,0              | 4                | 7,0              | 11               |
| GM    | Jörg Hickl           | Deutschland   | –                | –                | –                | –                | 4,0              | 8                | 4,5              | 8                | 6,0              | 10               | 6,0              | 9                | 6,5              | 11               | 2,0              | 4                |
| IM    | Vladimir Kostić      | Jugoslawien   | 4,5              | 11               | –                | –                | –                | –                | –                | –                | –                | –                | –                | –                | –                | –                | –                | –                |
|       | Reinhard Kuntner     | Österreich    | –                | –                | –                | –                | –                | –                | –                | –                | 0,0              | 1                | –                | –                | –                | –                | –                | –                |
|       | Peter Mittelberger   | Österreich    | –                | –                | –                | –                | –                | –                | –                | –                | –                | –                | 4,5              | 7                | 2,5              | 4                | –                | –                |
| GM    | Stefan Mohr          | Deutschland   | –                | –                | –                | –                | 3,0              | 6                | –                | –                | –                | –                | –                | –                | –                | –                | –                | –                |
| IM    | Alexander Naumann    | Deutschland   | –                | –                | –                | –                | –                | –                | –                | –                | –                | –                | –                | –                | 2,5              | 4                | 4,5              | 7                |
| IM    | Milan Novkovic       | Österreich    | –                | –                | –                | –                | –                | –                | –                | –                | –                | –                | 4,5              | 10               | 5,0              | 11               | 3,5              | 11               |
|       | Markus Pierecker     | Österreich    | 6,5              | 11               | 5,0              | 9                | –                | –                | –                | –                | –                | –                | –                | –                | –                | –                | –                | –                |
| FM    | Jurij Sinowjew       | Österreich    | –                | –                | –                | –                | –                | –                | –                | –                | –                | –                | –                | –                | –                | –                | 1,5              | 4                |
| FM    | Robert Thoma         | Österreich    | 6,0              | 11               | 4,0              | 8                | 3,5              | 9                | 3,5              | 7                | –                | –                | 2,0              | 3                | 2,0              | 4                | –                | –                |
| FM    | Raffi Topakian       | Österreich    | –                | –                | 4,0              | 8                | 3,5              | 7                | 8,0              | 11               | 5,5              | 9                | 0,5              | 1                | –                | –                | –                | –                |
|       | Christof Tschohl     | Österreich    | –                | –                | –                | –                | –                | –                | –                | –                | 1,5              | 4                | 1,0              | 3                | –                | –                | –                | –                |

### Bundesliga
Diese Tabelle listet alle in der Schach-Bundesliga eingesetzten Spieler des SK Hohenems samt deren Abschneiden auf. Spieler, die zwar auf der Kaderliste standen, jedoch nicht zum Einsatz kamen, sind in dieser Liste nicht enthalten.
| Titel | Spieler                  | Nationalität  | 2003/04 Meister | 2003/04 Meister | 2004/05 5. Platz | 2004/05 5. Platz | 2005/06 4. Platz | 2005/06 4. Platz | 2006/07 7. Platz | 2006/07 7. Platz | 2007/08 3. Platz | 2007/08 3. Platz | 2008/09 8. Platz | 2008/09 8. Platz | 2009/10 9. Platz | 2009/10 9. Platz | 2010/11 7. Platz | 2010/11 7. Platz | 2011/12 6. Platz | 2011/12 6. Platz | 2012/13 | 2012/13 |
| Titel | Spieler                  | Nationalität  | P               | SP              | P                | SP               | P                | SP               | P                | SP               | P                | SP               | P                | SP               | P                | SP               | P                | SP               | P                | SP               | P       | SP      |
| FM    | Günter Amann             | Österreich    | 1,0             | 2               | –                | –                | 2,0              | 3                | 1,5              | 3                | 0,5              | 2                | –                | –                | –                | –                | 1,0              | 3                | –                | –                |         |         |
| FM    | Dimitry Atlas            | Liechtenstein | –               | –               | –                | –                | –                | –                | 3,0              | 4                | 3,0              | 3                | –                | –                | 6,5              | 10               | 1,0              | 3                | –                | –                |         |         |
| IM    | Valery Atlas             | Österreich    | 6,5             | 11              | 5,5              | 11               | 5,5              | 11               | 4,5              | 11               | 5,0              | 11               | 4,5              | 10               | 6,0              | 11               | 4,5              | 11               | 5,0              | 10               |         |         |
| FM    | Marco Baldauf            | Deutschland   | –               | –               | –                | –                | –                | –                | –                | –                | –                | –                | –                | –                | 4,5              | 11               | 1,0              | 3                | 5,0              | 10               |         |         |
| GM    | David Baramidze          | Deutschland   | –               | –               | 4,0              | 8                | 7,0              | 11               | 2,5              | 7                | 6,0              | 10               | 5,0              | 11               | –                | –                | 6,5              | 10               | 4,0              | 7                |         |         |
| GM    | Michael Bezold           | Deutschland   | –               | –               | 2,0              | 4                | 3,0              | 4                | 3,0              | 4                | 3,0              | 4                | 5,0              | 9                | 2,0              | 5                | 1,5              | 4                | 1,5              | 3                |         |         |
| GM    | Falko Bindrich           | Deutschland   | –               | –               | –                | –                | –                | –                | –                | –                | –                | –                | –                | –                | –                | –                | –                | –                | 2,0              | 4                |         |         |
| GM    | Sebastian Bogner         | Deutschland   | –               | –               | –                | –                | –                | –                | –                | –                | –                | –                | –                | –                | –                | –                | 1,0              | 3                | –                | –                |         |         |
| GM    | Arik Braun               | Deutschland   | –               | –               | –                | –                | 2,0              | 3                | –                | –                | 3,5              | 4                | 3,5              | 8                | 2,0              | 4                | 3,0              | 4                | –                | –                |         |         |
|       | Matthias Burschowsky     | Österreich    | –               | –               | –                | –                | –                | –                | –                | –                | –                | –                | –                | –                | 0,5              | 2                | –                | –                | –                | –                |         |         |
| IM    | Lorenz Maximilian Drabke | Deutschland   | –               | –               | –                | –                | –                | –                | –                | –                | 3,0              | 3                | –                | –                | –                | –                | –                | –                | –                | –                |         |         |
| FM    | Fred Feistenauer         | Österreich    | –               | –               | 1,5              | 4                | –                | –                | –                | –                | –                | –                | –                | –                | –                | –                | –                | –                | –                | –                |         |         |
| IM    | Georg Fröwis             | Österreich    | –               | –               | –                | –                | –                | –                | –                | –                | –                | –                | 2,0              | 7                | 4,0              | 10               | 3,5              | 10               | 4,0              | 9                |         |         |
| IM    | Guntram Gärtner          | Österreich    | 8,5             | 11              | 6,0              | 11               | 3,5              | 8                | 2,5              | 7                | 0,5              | 1                | –                | –                | –                | –                | 2,5              | 3                | 1,0              | 1                |         |         |
| GM    | Viktor Gavrikov          | Litauen       | –               | –               | 2,0              | 5                | –                | –                | –                | –                | –                | –                | –                | –                | –                | –                | –                | –                | –                | –                |         |         |
| FM    | Heinz Grabher            | Österreich    | 3,5             | 6               | 3,0              | 7                | 2,5              | 3                | 2,0              | 4                | 1,5              | 4                | –                | –                | –                | –                | –                | –                | –                | –                |         |         |
| GM    | Jan Gustafsson           | Deutschland   | 7,5             | 11              | 6,5              | 11               | 3,0              | 7                | 3,5              | 7                | 2,0              | 3                | 4,0              | 6                | –                | –                | –                | –                | –                | –                |         |         |
|       | Reinhard Kuntner         | Österreich    | –               | –               | –                | –                | –                | –                | –                | –                | –                | –                | –                | –                | –                | –                | 1,0              | 1                | –                | –                |         |         |
| GM    | Alexander Naumann        | Deutschland   | 6,5             | 11              | 2,5              | 4                | 5,0              | 8                | 4,5              | 8                | 3,0              | 6                | 2,5              | 4                | 1,0              | 2                | 2,5              | 4                | 1,5              | 3                |         |         |
| IM    | Milan Novkovic           | Österreich    | 7,0             | 11              | 0,5              | 1                | 5,5              | 8                | 7,5              | 11               | 3,5              | 8                | 3,5              | 8                | 1,0              | 7                | –                | –                | 6,0              | 11               |         |         |
| GM    | Eduardas Rozentalis      | Litauen       | –               | –               | –                | –                | –                | –                | –                | –                | 3,5              | 7                | 2,0              | 3                | 2,5              | 4                | 2,0              | 7                | 5,0              | 8                |         |         |
| FM    | Jurij Sinowjew           | Österreich    | 0,5             | 3               | –                | –                | –                | –                | –                | –                | –                | –                | –                | –                | –                | –                | –                | –                | –                | –                |         |         |

## Erfolge
- Österreichischer Staatsmeister: 2004, 2014
- Meister Staatsliga B West: 1994, 1995
- Meister Bundesliga B West: 2005
- Vorarlberger Landesmeister:[8] 1953, 1969, 1971, 1975, 1989, 1990, 1991, 1992, 1996, 1997, 2000, 2001, 2003, 2010, 2011, 2012
- Vorarlberger Cupsieger:[9] 1968, 1978, 1991, 1993, 1994, 1995, 1999, 2000, 2001, 2002, 2003, 2004, 2005, 2006, 2008. 2009, 2010, 2011, 2012